# 負の質量
負の質量（ふのしつりょう、negative mass）は、通常の物質の質量と反対の符号を持つ物質の質量を意味する、理論物理学の仮説上の概念である。

## 概要
負の質量を持つ物質は、一つ以上のエネルギー条件を破りうる。そして、重力によって引き寄せられるのではなく反発するなどいくつか奇妙な性質を示す。それはワームホールの構築のような思索的な理論において用いられる。そのような性質のエキゾチック物質に最も近い現実の代表的なものは、カシミール効果によって生み出される擬似的な負の圧力密度の領域である。

## 慣性質量と重力質量
「運動方程式」と「万有引力」という、いずれの近代的定式化もニュートンによる貢献が大とされているわけであるが、質量にはそれ自体が持つ性質である「慣性質量」という側面と、重量（重さ）の源としての「重力質量」という側面がある。アインシュタインの等価原理は、重力相互作用による重力と、加速運動による見掛けの重力とが、全く同じものであるとするもので、結果として慣性質量と重力質量もまた等しくなる。また、重力質量については、「質量によって空間に発生する重力場」と「空間の重力場によって質量に発生する力」という2種類の性質が考えられるが、作用・反作用の法則や運動量保存則からはこれらも等しくなる。これまでの実験結果はすべて、これらは常に等しいことを示している。負の質量を持つ仮説上の粒子を考察するにあたり、上述のいずれの質量の概念にあたるものが負の値を持つのかを考慮することが重要である。とはいえ、負の質量に関するほとんどの解析において、等価原理と運動量保存の法則がここでも適用できると仮定されている。
1957年、ヘルマン・ボンディは、Reviews of Modern Physics に掲載された論文にて、質量は正の値と同様に負の値もとりうることを示唆した。彼は、三つ全ての定義において質量が負であっても論理的な矛盾は発生しないが、負の質量を仮定することは、いくつかの直感に反する運動を引き起こすことを指摘した。
ニュートンの第二法則は、次の式で表される:
{\displaystyle F=m_{i}a\!\;}
したがって、負の慣性質量を持つ物体は、押されたのと反対の方向に加速するという奇妙な振る舞いを示す。
つまり、負の物質を"押す力"が電磁力であった場合、通常の物質がその電荷や磁荷に従って運動するのとは反対方向に質量が加速される。例えば、負の慣性質量および正電荷を持つ物体は正の質量および負電荷を持つ物体と反発しあい、正の質量および正電荷を持つ物体と引き付けあうと考えられる。これは、同じ電荷または磁荷の場合は反発しあい、反対の電荷または磁荷の場合は引き付けあう通常の規則とは反対である。
慣性質量を{\displaystyle m_{i}}、受動的重力質量を{\displaystyle m_{p}}、能動的重力質量を{\displaystyle m_{a}}とするとき、ニュートンの万有引力の法則は、次の式で表される:
{\displaystyle m_{i}a=-G{\frac {m_{p}M_{a}}{r^{2}}}}
ここで、aは能動的重力質量{\displaystyle M_{a}}を持つ別の物体によって生成された重力場の中に置かれた慣性質量{\displaystyle m_{i}}および受動的重力質量{\displaystyle m_{p}}を持つ物体の加速度、rは二つの物体間の距離、そしてGは重力定数である。
上式より、負の受動的重力質量を持つが正の慣性質量を持つ物体は、正の能動的重力質量を持つ物体に反発し、負の能動的質量を持つ物体に引き付けられることが期待される。しかしながら、慣性質量と重力質量が異なるということは、一般相対性理論の等価原理を破るということになる。慣性および重力質量ともに負かつ等しい物体については、方程式における{\displaystyle m_{i}}および{\displaystyle m_{p}}の項を相殺することができる。つまり、正の能動的重力質量を持つ物体（いわゆる、地球）の重力場の中での加速度は、正の受動的重力質量および慣性質量を持つ物体の加速度と等しいことを意味する。そのため、負の質量の小物体は他のどんな物体とも同じ速度で地球に向かって落下する。反対に、もし慣性質量および受動的重力質量が等しい小物体が負の重力質量を持つ物体の重力場の中で落下すると、小物体は負の質量の惑星の中心と反対方向に向かって落ちていく。方程式の{\displaystyle m_{i}}および{\displaystyle m_{p}}の項を相殺すると、小物体の加速度は重力場を作っている物体の負の能動的重力質量{\displaystyle M_{a}}に比例することが分かる。実際、小物体は負の質量の物体に近付くのではなく離れていくように加速されるであろう。小物体の慣性および受動的重力質量がともに正であるか負であるかに関わらずこれは成立する。そのため、等価原理による要請に従って慣性質量および重力質量が常に等しい限り、正の能動的重力質量は普遍的に引力である（負の質量および正の質量の物質ともに正の能動的重力質量を持つ物体に向かって引き寄せられる）。一方、負の能動的重力質量は普遍的に斥力である（負の質量および正の質量の物質ともに負の能動的重力質量を持つ物体と反対方向に斥けられる）。

## フォワードによる解析
負の質量を持つ粒子は知られていないが、物理学者（主にヘルマン・ボンディとロバート・L・フォワード）は、そのような粒子が持つであろういくつかの特性を予測して、記述した。質量の三つの定義が全て等価であると仮定すると、負の質量は正の質量に引き寄せられるが、正の質量は負の質量に反発するような系を構築することができる。負の質量どうしは互いに引力を生じるが、負の慣性質量にとっての引力は反発力となるためにお互い斥け合って運動するであろう。
{\displaystyle m_{p}}が負の値で{\displaystyle m_{a}}正の値であるとき、{\displaystyle F}は負（斥力）である。負の質量は正の質量に反発して加速するように思えるが、そのような物体は負の慣性質量も持つため、物体は{\displaystyle F}と反対の方向に加速する。さらに、もし二つの粒子の質量の絶対値は等しいが正負が逆である場合、その正負の粒子からなる系は外部からの力の入力がなくても、限りなく加速し続けることをボンディは指摘した。
この挙動は、正の質量を持つ通常の物体に対して働くと期待される運動の'常識'とは明らかにかけ離れている。しかし、これは数学的には全く矛盾していない。これは運動量保存の法則およびエネルギー保存の法則を破っているように思われるかもしれない。だが実際には、それぞれ大きさの等しい正および負の質量の二つの物体がともに運動および加速する場合は、速度の大きさによらず、この系の運動量は常にゼロである。
すなわち、次のように運動量は保存している：
{\displaystyle P_{sys}=mv+(-m)v=[m+(-m)]v=0\times v=0.}
運動エネルギー{\displaystyle K_{e}}も同様に保存する：
{\displaystyle K_{e\ sys}={1 \over 2}mv^{2}+{1 \over 2}(-m)v^{2}={1 \over 2}[m+(-m)]v^{2}={1 \over 2}(0)v^{2}=0}
フォワードはその他の場合についてもボンディの解析を拡張し、二つの質量m(-)とm(+)の大きさが等しくない場合でも、これらの保存則は成立することを示した。
この運動から、いくつかの奇妙な結論が導かれる。例えば、正質量の粒子と負質量の粒子の混合気体は、正質量の成分は、温度が際限なく上昇し続ける。しかし、負の質量の成分は同じ割合で温度が下がり続けるので、やはりバランスは保たれる。ジェフリー・A・ランディスは、フォワードの解析が含意する他の効果を指摘した。例えば、負の質量を持つ粒子どうしは、重力によっては互いに反発するが、電磁気力によっては、同符号の電荷は互いに引きつけあい、反対の符号の電荷は互いに反発しあう。これは、正質量の粒子では同符号の電荷が反発しあうのと反対であり、負質量の粒子では重力および電磁気力は反対の効果を持つことを意味する。
フォワードは負の質量を利用して、いかなるエネルギーも消費せず、無制限の高加速を得られる宇宙機の推進方法を提案した。しかし、負の質量は未だ仮想上のものに留まっているので、建造は現実化していない。（diametric driveを参照）
フォワードはまた、通常の質量の物質と負の質量の物質が接触したときの反応を記述するため、"無化"という新造語を定義した。質量が正および負で、その他の性質が等しい物質どうしが衝突したとき、いかなるエネルギーも放出しない。つまり、正と負の質量の物体は互いの存在を"相殺"あるいは"無化"すると予想される。しかし、お互いの存在を無化し合うためには、両方の粒子が同じ速度で同じ方向に運動している場合のみ系の運動量が常にゼロとなることができるが、この運動の配置では衝突が起こらない。結局、正と負の物体が衝突する場合はすべて、運動量の余剰が残ることになり、運動量は保存されない。このため、この衝突は古典力学に反している。これは、自然界に通常物質と負物質が等しい量だけ存在していないことの説明になるかもしれない。

## 一般相対性理論における負の質量
一般相対性理論において、負の質量は質量密度が負の値に観測される空間の領域というように一般化されている。この領域は負の質量のために生じるほか、アインシュタインのエネルギー・運動量テンソルの圧力成分が質量密度より大きい空間の領域でもありうる。これらの全ては、アインシュタインの一般相対性理論の正のエネルギー条件のさまざまな変化形の破れである。しかしながら、正のエネルギー条件は数学的な無矛盾性のために必要な条件ではない。（正のエネルギー条件、弱いエネルギー条件、優勢エネルギー条件などさまざまな型のエネルギー条件の数学的詳細がVisserによって議論されている。）
マイク・モリス、キップ・ソーンおよびUlvi Yurtseverらは、カシミール効果の量子力学は時空の局所的な質量負領域を生成するために使うことができることを指摘した。この記事およびそれに続く研究によって、負の物質はワームホールを安定化させるために使うことができることが示された。Cramerらは、そのようなワームホールは、宇宙ひもの負の質量ループによって安定化され、宇宙の初期において生成されていたであろうと議論している。スティーヴン・ホーキングは、負のエネルギーは空間の有限領域内の重力場を操作することによって時間的閉曲線を創造するために不可欠な条件であることを証明した。この証明は、例えば、有限のティプラー・シリンダーはタイムマシンとして使うことができないことなどを明らかにした。

## 反物質の重力相互作用
詳細は「反物質の重力相互作用」を参照
サイエンスフィクションの世界では、反物質は反重力を持つかのように書かれることがある。しかし、現代の物理学者は、反物質は正の質量を持ち通常の物質と全く同じように重力と作用するはずであると考えている。ただし、この見方は実験的にすでに観測されたと結論付けるには至っていない。反物質が観測できるような小さなスケールでは、電気力は重力相互作用を圧倒的に上回るので、実用的なレベルで重力を直接観測するのは困難である。特に現在使われている反物質生成法が生成する粒子のエネルギーは非常に高い。さらに、反粒子はその対応する通常の粒子から隔離されていなければならない。さもなければ、それらは瞬時に対消滅する。ATRAP反物質実験は直接計測を可能にすることが期待されている。
泡箱実験は、反粒子がその通常の対応する粒子と同じ慣性質量を持つが電荷は反対であることの証拠としてよく引き合いに出される。これらの実験では、箱の中は一様磁場に支配されていて、荷電粒子は回転半径および方向が電荷と慣性質量の比に一致する螺旋軌道で運動する。粒子／反粒子対は螺旋軌道を同じ半径で反対方向に運動するように見える。これは、粒子の質量または電荷の絶対値が同じで符号のみが異なることを意味する。しかし、これでは反転しているのが電荷または慣性質量のいずれかであるのかは判明しない。ところが、粒子／反粒子対は電気的にお互い引き合っていることが対消滅の前触れとしてよく観察される。この振る舞いはともに正の慣性質量および反対の電荷を持つことを暗示している。もし、逆が正しいなら（反対の慣性質量と同じ電荷を持つなら）、正の慣性質量を持つ粒子はその反粒子のパートナーから反発するであろう。